# Mitrocoma annae
Mitrocoma annae är en nässeldjursart som beskrevs av Ernst Haeckel 1864. Mitrocoma annae ingår i släktet Mitrocoma och familjen Mitrocomidae. Inga underarter finns listade i Catalogue of Life.